# Wirtschaftskrise von 1893

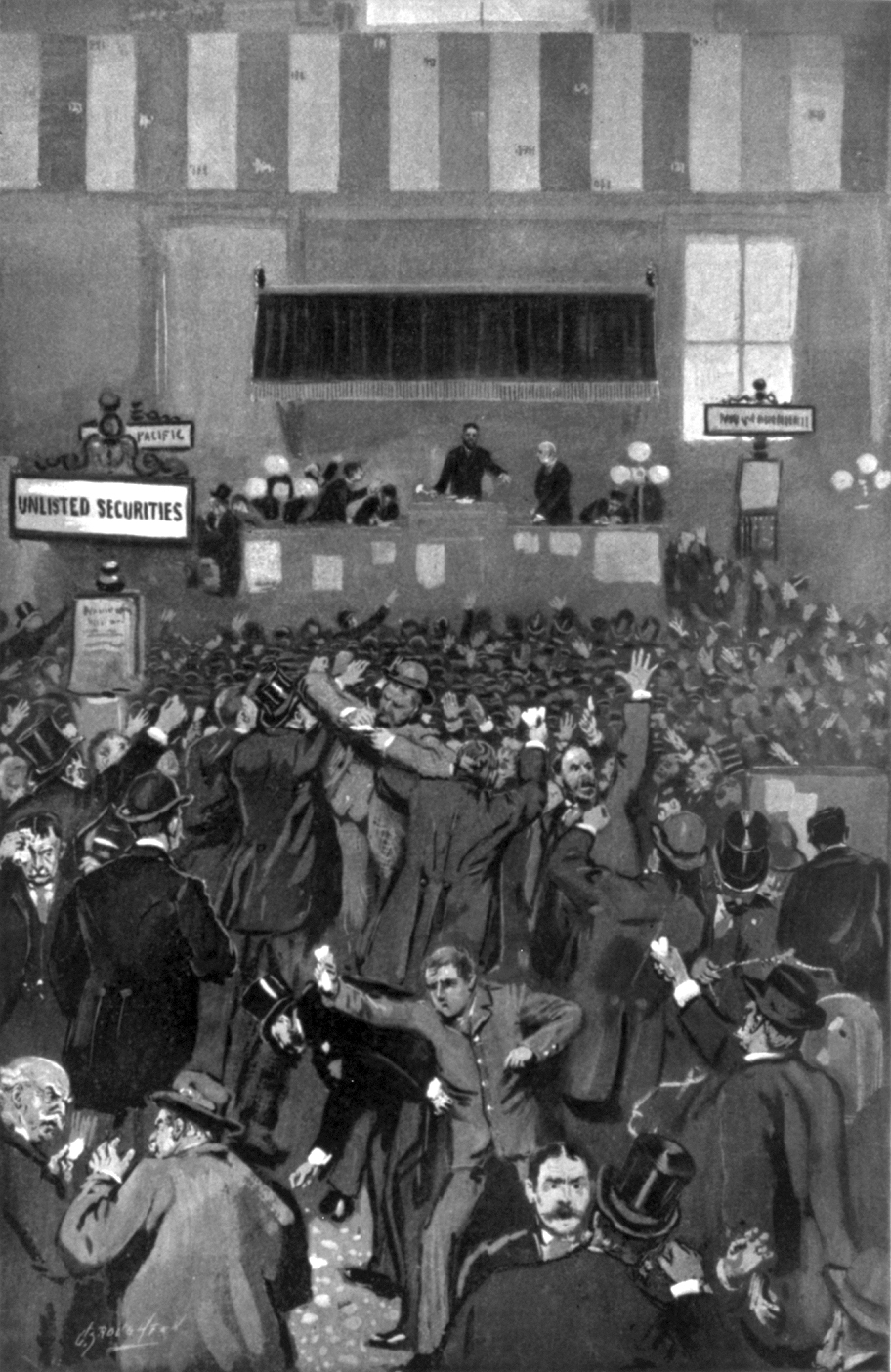
Frank Leslie: Panic at the NYSE 5 May 1893.

Die Wirtschaftskrise von 1893 (engl. Panic of 1893) war eine schwere wirtschaftliche Depression in den Vereinigten Staaten, die 1893 begann und 1897 endete. Sie betraf die gesamte Wirtschaft und führte zu politischen Umwälzungen, die zur politischen Neuausrichtung von 1896 und zur Präsidentschaft von William McKinley führten.

## Hintergrund
Die USA hatten mit dem Coinage Act von 1873 de facto eine Goldwährung eingeführt. Der Bland–Allison Act von 1878 und der Sherman Silver Purchase Act von 1890 zwangen die US-Zentralbank zum vermehrten Kauf von Silber und zur Ausgabe von Silberwährung, was aufgrund des festgelegten Wechselkurses zum Gold zu ernsten finanziellen Nöten der US-Regierung führte.  Auch die 1890 beschlossene Erhöhung der Importzölle für bestimmte Rohstoffe im McKinley Tariff Act, benannt nach dem späteren US-Präsidenten William McKinley, führte zu Schwierigkeiten.

## Verlauf
Die Krise begann am 20. Februar 1893, als die Philadelphia and Reading Railroad in Zwangsverwaltung überführt wurde. Am 4. März schrumpften die Goldreserven der USA auf den historischen Tiefststand von 100 Millionen US-Dollar. Ein Kurseinbruch an der New Yorker Börse am 5. Mai 1893, der „Industrial Black Friday“, löste dann letztlich die unter dem Namen Panic of 1893 bekannt gewordene Wirtschaftskrise aus.  Nach dem Zusammenbruch mehrerer Brokerhäuser an der Wall Street scheiterten bis Ende des Jahres 1893 über 600 Banken und 16.000 Unternehmen. Im Juni 1893 brach zudem der Silberpreis zusammen, und viele Silberminen mussten ihre Produktion einstellen. Die landesweite Arbeitslosigkeit erreichte im ersten Jahr der Krise schätzungsweise 20 Prozent, und nur in wenigen Städten gelang es, in irgendeiner Form für Unterstützung zu sorgen.
Der für eine zweite, nicht direkt aufeinander folgende Amtszeit gewählte Präsident Grover Cleveland sah sich gezwungen, an der Abschaffung verschiedener Gesetze zu arbeiten, die die Grundlage für die Dollar-Doppelwährung aus Gold- und Silbermünzen bildeten. Er sah in diesem Bimetallismus den Grund für die Panik und die Liquiditätskrise der Bundeskasse. Um einen Bankrott der Bundesregierung zu verhindern, nahm er vermehrt Schulden auf.
Auch die Landwirtschaft, die bereits einen Einbruch erlitten hatte, bekam die Folgen der Krise zu spüren. Als Tausende von Landwirten ihr Land verloren, gewann die Populist Party als Stimme für Reformen und staatliche Eingriffe in die Wirtschaft an Bedeutung. Es kam bei den Kongresswahlen von 1894 zu einer der größten Machtverschiebungen überhaupt; die Republikaner konnten im Repräsentantenhaus mehr als 100 Mandate hinzugewinnen, da Cleveland und die Bourbon-Demokraten für die Depression verantwortlich gemacht wurden. Die Populist Partei erreichte ihren Höhepunkt 1896, als sie den demokratischen Präsidentschaftskandidaten William Jennings Bryan unterstützte.
Obwohl Bryan die Wahl verlor, wurde seine „Cross-of-Gold“-Rede, in der er sich für eine Geldpolitik des free silver einsetzte, zum wichtigsten Moment des Wahlkampfes. Kurz nach Bryans Niederlage bei den Wahlen von 1896 begann sich die Wirtschaft zu erholen, als insbesondere die Preise für amerikanische Feldfrüchte zu steigen begannen. Die vier Jahre andauernde Depression war vorbei, nicht ohne den Anstoß zu einer neuen Ära politischer und wirtschaftlicher Reformen gegeben zu haben.